# Martin Sandberger
Martin Sandberger (ur. 17 sierpnia 1911 w Charlottenburgu, zm. 30 marca 2010 w Stuttgarcie) – zbrodniarz hitlerowski oraz SS-Standartenführer.
Urodził się w Berlinie jako syn dyrektora I.G. Farben. Studiował prawo na uniwersytetach w Monachium, Fryburgu Bryzgowijskim, Kolonii i Tybindze. W wieku 20 lat wstąpił do NSDAP i SA. Od 1932 do 1933 roku był działaczem narodowosocjalistycznym i liderem studenckim w Tübingen. Uzyskał stopień doktora w listopadzie 1933 roku. W 1936 roku stał się członkiem SS i SD. Zrobił szybką karierę w SD i został w 1938 roku awansowany do stopnia SS-Sturmbannführera.
W czasie wojny stał na czele Sonderkommando 1a w latach 1941 do 1943, które działało w ramach Einsatzgruppe A (na jej czele stał SS-Brigadeführer dr Franz Walter Stahlecker). Sandberger wykazał się szczególną gorliwością przedstawiając w raporcie z 1 lipca 1942 roku, że wymordowano 941 Żydów. Jego wysiłki zostały docenione i został wyznaczony na dowódcę SD w Estonii.
Po wojnie został zatrzymany i postawiony przed sądem. Zasiadł na ławie oskarżonych w Procesie Einsatzgruppen. Został skazany najpierw na karę śmierci, którą następnie zamieniono na dożywocie. Z więzienia został wypuszczony w 1958 roku. Do 1972 był wielokrotnie wzywany jako świadek w procesach nazistowskich zbrodni wojennych.